# Evgeniya Podborodnikova
Evgeniya Podborodnikova est une karatéka russe surtout connue pour avoir remporté une médaille de bronze en kumite individuel féminin plus de 60 kilos aux championnats du monde de karaté 2008 à Tōkyō, au Japon.

## Résultats
| Résultat           | Date             | Épreuve                   | Catégorie | Compétition                | Ville hôte      |
| ------------------ | ---------------- | ------------------------- | --------- | -------------------------- | --------------- |
| Médaille de bronze | 16 novembre 2008 | Kumite individuel + 60 kg | Seniors   | Championnats du monde 2008 | Tōkyō, au Japon |